# Avon Products
Avon Products, Inc. eller Avon, er en britisk-amerikansk multinational kosmetikvirksomhed med hovedkvarter i London. Avon havde i 2020 et salg på 9,1 mia. amerikanske dollar.
Siden 2020 har de været ejet af Natura & Co.